# Мінішево
Мінішево (пол. Miniszewo, нім. Minchau) — село в Польщі, у гміні Яновець-Велькопольський Жнінського повіту Куявсько-Поморського воєводства.
Населення — 107 осіб (2011).
У 1975-1998 роках село належало до Бидгощського воєводства.

## Демографія
Демографічна структура станом на 31 березня 2011 року:
|          | Загалом | Допрацездатний вік | Працездатний вік | Постпрацездатний вік |
| -------- | ------- | ------------------ | ---------------- | -------------------- |
| Чоловіки | 58      | 12                 | 41               | 5                    |
| Жінки    | 49      | 7                  | 31               | 11                   |
| Разом    | 107     | 19                 | 72               | 16                   |